# Маин
Маи́н (араб. معين‎), или Мине́йское царство — южноаравийское (древнейеменское) царство, существовавшее в древности к северу от Сабы. Образовалось в XIV в. до н. э.
Библейские мадианитяне считались вассалами Маина. Главными городами были Иасиль (ныне Баракиш) и Карнаву (Qarnawu). Экономика основывалась на земледелии и торговле благовониями («дорога ладана»).
По мнению некоторых учёных, именно маинцы основали такие города как Мекка и Медина. Впервые упоминается в сабейских надписях конца VII — начала VI вв. до н. э. Расцвет государства приходится на конец IV — начало III вв. до н. э. В I веке до н. э. Маин вошёл в состав Сабейского царства.

## Цари Маина (начало IV- начало I веков до н.э.)
Хадрамаутская династия
Хронология по версии Константина Рыжова:
1. Илйафи Йитхи (ок. 400 г. до Р. Х.)
2/1. Хуфну Зарих
3/1. Илйафи Рийам
4/3. Хауфи Атха
5/3. Абйади Йитхи
6/4. Вакахил Рийам
7/4. Хуфну Сидку
8/7. Илйафи Йафаш
9. Илйафи Ваках  (250 г. до P. X.)
10/9. Вакахил Сидку
11/10. Абикариб Йатхи
12/11. Аммийатхи Набат
13. Йитхиил Сидку
14/13. Вакахил Йатхи (ок. 150 г. до Р. X.)
15/14. Илйафа Йашур
16/15. Хуфнум Рийам
17/15. Вакахил Набат
18. Апийади Рийам
19. Каликариб Сидку
20/19. Хуфнум Йатхи
21. Йитхиил Рийам
22/21. Туббакариб (ок. 100 г. до P. X.)
По версии профессора Ф. В. Винетта:
1. Илйафи Йитхи (около 400 года до н.э.)
2. Илйафи Рийам
3. Хауфи Атха
4. Абияди Йитхи (343 г. до н.э.)
5. Викахил Рийам
6. Хунфу Сидку
7. Илйафи Йафаш
8. Аммиятхи Набат (около 300 года до н.э.)
9. Йитхил Рийам
10. Туббакариб
11. Халикариб Сидку (около 250 года до н.э.)
12. Хуфни Йитхи
13. Вакахил Набат (около 200 года до н.э.)
14. Илйафи Ваках
15. Вакахил Сидку (около 150 года до н.э.)
16. Абикарид Йитхи
17. Илйафи Йашур I (около 100 года до н.э.)
18. Хуфну Рийам
19. Йитхил Сидку
20. Вакахил Йитхи (около 75 года до н.э.)
21. Илйафи Йашур II

.......